# Сэвиль-Роу
Сэвиль-Роу или Сэвил-Роу (англ. Savile  Row; /ˌsævɪl ˈroʊ/) — улица в лондонском районе Мэйфэр.
Называвшаяся изначально Сэвил-стрит, она была в основном застроена между 1731 и 1735 годами, хотя первое здание на месте нынешнего дома номер 1 возведено в 1674 году. Первоначально здесь селились преимущественно семьи офицеров; позже тут жили Уильям Питт Младший и Ричард Бринсли Шеридан.
С 1870 года дом номер 1 занимало Королевское географическое общество. В доме номер 3 находится основанная участниками  «Битлз» компания. Здесь 30 января 1969 года прошёл знаменитый концерт The Beatles на крыше — последнее выступление группы на публике.
На Сэвил-Роу находится множество ателье, которые шьют на заказ рубашки, костюмы и обувь, в связи с чем улица заслужила славу «мекки мужского костюма». Во многих книгах и статьях, посвящённых мужской одежде, часто употребляется выражение «стиль Сэвил-Роу», подразумевающее олицетворение традиционного английского кроя мужского классического костюма, произошедшего от военного мундира. Портные начали вести бизнес в этом районе в конце XVIII века; сначала на Корк-стрит, затем к 1803 году — на Сэвил-Роу. В 1846 году Генри Пул, позже признанный создателем смокинга, открыл вход на Сэвил-Роу из своего ателье на Олд-Берлингтон-стрит. Основанная в 1849 году Генри Хантсманом компания H. Huntsman & Sons переехала в дом номер 11 по Сэвил-Роу после окончания Первой мировой войны в 1919 году.
Улица упоминается во многих книгах, в частности, в романе Жюля Верна «Вокруг света за 80 дней» на ней проживал главный герой Филеас Фогг.